# کراسنی یار (شهرستان اوفیمسکی، باشقیرستان)
کراسنی یار (انگلیسی: Krasny Yar, Ufimsky District, Republic of Bashkortostan) یک شهرک در شهرستان اوفیمسکی استان باشقیرستان کشور روسیه است.